# Metatheria
Cet article concerne l'ensemble de la lignée comprenant des espèces en dehors du groupe-couronne des espèces actuelles. Pour l'utilisation courante de ce taxon pour désigner les Marsupiaux, voir Marsupialia.
Clade
Clades de rang inférieur
- † Asiadelphia
- † Deltatheroida
- † Sparassodonta
- Marsupialia (les Marsupiaux)

Les Métathériens (Metatheria) constituent la lignée de mammifères thériens regroupant les Marsupiaux et toutes les espèces plus proches de ces derniers que des Placentaires. C'est le taxon frère des Euthériens, dont ils se seraient séparés il y a au moins 147,4 millions d'années d'après l'horloge moléculaire. D'après les registres fossiles, ces deux taxons auraient divergé au Jurassique il y a au moins environ 160 millions d'années,.
.

## Caractéristiques
Les métathériens se distinguent des autres mammifères par divers aspects squelettiques, systémiques (développement, appareils reproducteurs, etc) et écologiques.

### Squelette
Parmi les caractéristiques des métathériens, ils conservent les os épipubis qui servent, chez beaucoup de femelles des lignées actuelles, au soutien du marsupium lorsqu'il y en a un. Au niveau du crâne, le palais osseux présente une à deux paires de fenêtres supplémentaires par rapport aux euthériens.
Le remplacement des dents tend aussi à différer des euthériens.
Les fossiles de métathériens primitifs sont caractérisables par leur formule dentaire, typiquement 4.1.3.4 pour le demi-maxillaire et 3.1.3.4 pour la demi-mandibule. Par ailleurs les sparassodontes font montre d'une étonnante convergence évolutive avec les euthériens relativement à la morphologie de leurs dents.

### Appareils reproducteurs
Chez les mâles, le pénis est généralement bifide et internisé dans le cloaque en dehors de la période de reproduction. Les femelles métathériennes ont deux ovaires, deux trompes de Fallope et deux utérus ayant une ouverture dans deux vagins séparés par une simple cloison dans leur partie antérieure qui débouche dans le sinus uro-génital. Cela est dû à une divergence évolutive d'avec les euthériens concernant le développement des canaux de  Wolff et  Müller,,.
Les protothériens actuels (monotrèmes) ont assez similairement des appareils reproducteurs dédoublés comme les métathériens.

### Cerveau
L'organisation du néocortex chez les différentes lignées est grandement diversifée, à l'image des euthériens. Néanmoins il existe des recouvrements entre aires motrices et aires sensorielles, de façon plus importante que chez les euthériens.

### Écologie, morphologie, et histoire évolutive
La nécessité chez les métathériens d'avoir des membres antérieurs adaptés à la reptation de la larve vers les mamelles, ainsi que la très longue et très précoce période d'allaitement au cours du développement, seraient deux facteurs de survie et développement de l'organisme assez contraignants, qui pourraient contribuer à limiter la diversification morphologique des épaules et des crânes au sein des métathériens, résultant notamment en une moindre occurrence d'espèces adaptées au  vol ou à la vie aquatique au sein de ce clade.

## Histoire évolutive
Les métathériens se sont probablement séparés des euthériens (la branche des mammifères placentaires) au cours du Jurassique (il y a au moins 165 millions d'années), mais aucune trace fossile de métathériens n'est connue datant de cette époque. Cette datation est déduite de l'âge du plus ancien euthérien récemment découvert, Juramaia.
Les métathériens fossiles se distinguent des euthériens par la forme de leurs dents, ils possèdent quatre paires de molaires à chaque mâchoire, tandis que les euthériens (y compris les placentaires) n'ont jamais plus de trois paires.
Sinodelphys, découvert en Chine et qui vivait il y a environ 125 millions d'années a été un temps considéré comme le plus vieux métathérien connu,, mais il s'est avéré être un membre du groupe frère des Euthériens.

## Classification
Les ordres fossiles
- Asiadelphia†.
- Deltatheroida†.
- Sparassodonta†.

Et les genres fossiles suivant.
- Holoclemensia
- Sinodelphys